# Crépy-en-Valois
Crépy-en-Valois és un municipi francès, situat al departament de l'Oise i a la regió dels Alts de França. L'any 2007 tenia 14.180 habitants.

## Demografia

### Població
El 2007 la població de fet de Crépy-en-Valois era de 14.180 persones. Hi havia 5.629 famílies de les quals 1.617 eren unipersonals (633 homes vivint sols i 984 dones vivint soles), 1.597 parelles sense fills, 1.868 parelles amb fills i 547 famílies monoparentals amb fills.
La població ha evolucionat segons el següent gràfic:
Habitants censats

### Habitatges
El 2007 hi havia 6.009 habitatges, 5.726 eren l'habitatge principal de la família, 64 eren segones residències i 218 estaven desocupats. 3.168 eren cases i 2.822 eren apartaments. Dels 5.726 habitatges principals, 3.014 estaven ocupats pels seus propietaris, 2.586 estaven llogats i ocupats pels llogaters i 126 estaven cedits a títol gratuït; 358 tenien una cambra, 755 en tenien dues, 1.246 en tenien tres, 1.443 en tenien quatre i 1.923 en tenien cinc o més. 3.392 habitatges disposaven pel capbaix d'una plaça de pàrquing. A 3.016 habitatges hi havia un automòbil i a 1.718 n'hi havia dos o més.

### Piràmide de població
La piràmide de població per edats i sexe el 2009 era:
| Homes | Edats   | Dones |
| ----- | ------- | ----- |
| 0     | 95 o +  | 16    |
| 16    | 90 a 94 | 68    |
| 64    | 85 a 89 | 120   |
| 48    | 80 a 84 | 136   |
| 172   | 75 a 79 | 300   |
| 256   | 70 a 74 | 320   |
| 252   | 65 a 69 | 336   |
| 248   | 60 a 64 | 288   |
| 292   | 55 a 59 | 276   |
| 504   | 50 a 54 | 504   |
| 672   | 45 a 49 | 536   |
| 460   | 40 a 44 | 620   |
| 568   | 35 a 39 | 500   |
| 476   | 30 a 34 | 532   |
| 556   | 25 a 29 | 456   |
| 496   | 20 a 24 | 464   |
| 488   | 15 a 19 | 609   |
| 624   | 10 a 14 | 536   |
| 532   | 5 a 9   | 380   |
| 456   | 0 a 4   | 356   |

## Economia
El 2007 la població en edat de treballar era de 9.330 persones, 6.953 eren actives i 2.377 eren inactives. De les 6.953 persones actives 6.213 estaven ocupades (3.268 homes i 2.945 dones) i 740 estaven aturades (337 homes i 403 dones). De les 2.377 persones inactives 698 estaven jubilades, 853 estaven estudiant i 826 estaven classificades com a «altres inactius».

### Ingressos
El 2009 a Crépy-en-Valois hi havia 5.733 unitats fiscals que integraven 14.063 persones, la mediana anual d'ingressos fiscals per persona era de 18.659 €.

### Activitats econòmiques
Dels 649 establiments que hi havia el 2007, 5 eren d'empreses extractives, 10 d'empreses alimentàries, 5 d'empreses de fabricació de material elèctric, 26 d'empreses de fabricació d'altres productes industrials, 59 d'empreses de construcció, 168 d'empreses de comerç i reparació d'automòbils, 27 d'empreses de transport, 41 d'empreses d'hostatgeria i restauració, 18 d'empreses d'informació i comunicació, 44 d'empreses financeres, 32 d'empreses immobiliàries, 78 d'empreses de serveis, 86 d'entitats de l'administració pública i 50 d'empreses classificades com a «altres activitats de serveis».
Dels 168 establiments de servei als particulars que hi havia el 2009, 1 era una oficina d'administració d'Hisenda pública, 1 oficina del servei públic d'ocupació, 1 gendarmeria, 1 oficina de correu, 11 oficines bancàries, 5 funeràries, 15 tallers de reparació d'automòbils i de material agrícola, 2 tallers d'inspecció tècnica de vehicles, 1 establiment de lloguer de cotxes, 6 autoescoles, 3 paletes, 7 guixaires pintors, 4 fusteries, 12 lampisteries, 11 electricistes, 7 empreses de construcció, 15 perruqueries, 6 veterinaris, 5 agències de treball temporal, 28 restaurants, 14 agències immobiliàries, 6 tintoreries i 6 salons de bellesa.
Dels 78 establiments comercials que hi havia el 2009, 1 era, 4 supermercats, 2 grans superfícies de material de bricolatge, 1 una gran superfície de material de bricolatge, 3 botiges de menys de 120 m², 8 fleques, 4 carnisseries, 2 peixateries, 4 llibreries, 20 botigues de roba, 3 botigues d'equipament de la llar, 3 sabateries, 2 botigues d'electrodomèstics, 5 botigues de mobles, 5 botigues de material esportiu, 3 drogueries, 1 un drogueria, 2 joieries i 5 floristeries.
L'any 2000 a Crépy-en-Valois hi havia 10 explotacions agrícoles que ocupaven un total de 1.526 hectàrees.

## Equipaments sanitaris i escolars
El 2009 hi havia 1 hospital de tractaments de curta durada, 1 hospital de tractaments de mitja durada (seguiment i rehabilitació), 1 un hospital de tractaments de llarga durada, 2 psiquiàtrics, 5 farmàcies i 2 ambulàncies.
El 2009 hi havia 5 escoles maternals i 6 escoles elementals. A Crépy-en-Valois hi havia 2 col·legis d'educació secundària, 1 liceu d'ensenyament general i 1 liceu tecnològic. Als col·legis d'educació secundària hi havia 1.242 alumnes, als liceus d'ensenyament general n'hi havia 1.015 i als liceus tecnològics 367.

## Poblacions més properes
El següent diagrama mostra les poblacions més properes.